# Giza
Giza er en by i Egypten på den vestlige bred af Nilen. Byen er i dag en del af Kairometropolen. Giza er kendt for at huse nogle af verdens mest imponerende monumenter bl.a. Sfinksen og Den store pyramide i Giza eller Keopspyramiden, det sidste endnu eksisterende af Verdens syv underværker.
Gruppen af pyramider ved Giza omfatter i alt ni pyramider, hvoraf de tre største er opkaldt efter faraoerne Kheops, Khefren og Mykerinos. (Dette er de græske navne. De egyptiske navne er Khufu, Khafra og Menkaura.). De seks øvrige pyramider er unavngivne. Tre ligger langs Kheops-pyramidens østside og tre langs med Mykerinos-pyramidens sydside. Herudover er området fyldt med ruiner af templer og grave. Sidst, men ikke mindst, finder vi her den velkendte Sfinks, løven/katten med Khefrens hoved. Indenfor et område på ca 80 km ligger de betydeligste af Egyptens pyramider, alle bygget under det 3. og 4. dynasti. På knap 100 år er mere end 25 millioner tons limstensblokke brugt til dette enorme byggeri. Alle pyramiderne ligger på den vestlige Nilbred på grænsen mellem landbrugsland og ørken, netop der, hvor vejen til Dødsriget, ifølge egyptiske myter, begynder.[kilde mangler]

## Eksterne kilder og henvisninger
- Wirsching, Armin: Die Pyramiden von Giza – Mathematik in Stein gebaut. (2nd ed. 2009). Books on Demand. ISBN 978-3-8370-2355-8

30°00′43″N 31°12′25″Ø / 30.01194°N 31.20694°Ø
- Wikimedia Commons har flere filer relateret til Giza

Søren Sørensen har skrevet sin version af verdenshistorien, hvorfra dele af denne artikel stammer.